# Gonomyia florens
Gonomyia florens là một loài ruồi trong họ Limoniidae. Chúng phân bố ở miền Tân bắc.